# 히라하라 아야카
히라하라 아야카(平原綾香 1984년 5월 9일~)는 일본의 가수이다. 아버지 히라하라 마코토는 색소폰 연주자이고, 할아버지 히라하라 츠토무는 트럼펫 연주자이며, 언니 히라하라 아이카는 가수이다.
- 인물
도쿄도 출신. 애칭은 아야. 초등 학교 1학년부터 고교 2학년까지 11년간 마쓰야마 발레단에서 클래식 발레를 배웠고, 그 외에 피아노, 수영을 배웠다. 접영이 특기.
13살 때 처음으로 알토 색소폰을 시작했고, 센조크 학원 대학 부속 고등 학교(현 센조쿠 학원 중학 고등 학교)음악과에서 클래식 색소폰을 배웠다.
고교 시절에는 학생 회장도 했다(언니 aika도 고교 시절에 학생 회장을 맡았었다). 고등학교 축제 때에 뮤지컬 『 천사가 러브송을 2』에서 리타 역을 맡아"Joyful Joyful"을 부른 것이 돌리 뮤직 사장의 눈에 들어서 연예계 데뷔를 하게 되었다.
센조쿠 학원 음악 대학 재즈 코스 색소폰 전공 입학. 색소폰을 니노미야 카즈히로에게서 배움. 2007년(헤세이 19년)3월 센조쿠 학원 음악 대학을 졸업. 졸업 시에는 "학장상"을 수상했다. 히라하라가 졸업한 센조쿠 학원 음악 대학의 마에다 홀에서는 "Jupiter"와 "맹세"의 뮤직 비디오 촬영을 했었다.
콘서트 투어 2011에서는 보이스 퍼커션(입으로 타악기 소리를 냄), 2012는 노래 부르면서 탭 댄스, 2013은 노래하며 아일랜드 탭댄스를 추었다. 2014에서는 3~4월에 출연한 뮤지컬 『 러브 네버 다이 』의 "Love Never Dies~사랑은 죽지 않는다"을 오페라 조로 노래하는 등, 항상 도전을 계속하고 있다.
-가족
아버지 히라하라 마코토는 현역 멀티 리드 주자. 할아버지, 히라하라 츠토무는 트럼펫 주자. 언니 AIKA는 싱어송 라이터/색소폰 플레이어. J리그 가시마 앤틀러스의 선수 모토야마 마사시는 친척이 된다.
2004년 7월 30일 도쿄 오페라 시티 히라하라 마코토"30주년 기념 콘서트"에서 아버지, 언니와 연주를 했다. 2005년 11월에는 후지 TV『 우리들의 음악 』에서 아버지와 협연하는 등 부모와 자식 공동 출연도 많다.
2007년부터 아버지, 언니와 "히라하라 씨들의 콘서트"를 개최하고 있다.